# Большое Дикое (озеро, Ивдельский район)
Большо́е Ди́кое — проточное пресноводное озеро на юге Ивдельского городского округа Свердловской области, на границе с Гаринским городским округом, располагается в труднодоступной заболоченной местности Зауралья, в левобережье среднего течения реки Лозьва.
Имеет округлую форму. Зеркало озера расположено на высоте 80,1 метра над уровнем моря. Площадь водной поверхности — 3,92 км². Длина озера составляет около 2,44 км, ширина достигает 2,29 км.
Через озеро протекает река Арья, приток Лозьвы, который в верховьях носит название Горная. Она, вытекая из озера Редькино на юго-востоке, впадает в Большое Дикое на востоке и вытекает на юго-западе. Со всех сторон озеро Большое Дикое окружено болотом Озёрное, участками к берегам вплотную подступает сосновый лес. Острова на озере отсутствуют. Ближайший населённый пункт находятся в 22 км к запад-юго-западу — посёлок Понил.  
Из ихтиофауны встречаются окунь, щука, карась, гольян, верховка. 